# Juan Latino
Juan Latino (Ioannes Latinus, Juan de Sessa) (1518 - c. 1596, Granada) a fost un poet și umanist de culoare din cadrul Renașterii spaniole și profesor la Universitatea din Granada.

## Opera
Urmaș al unor sclavi de origine africană, a scris o operă renascentistă în stil academic, cu numeroase rafinamente lingvistice, în care a păstrat unele reminiscențe africane (cultul strămoșilor, sărbătorile fertilității, stilul cântecului de slavă african).
În perioada 1573 și 1585, Juan Latino a publicat trei volume de versuri.
Unul dintre cele mai valoroase poeme ale sale, Austrias Carmen, este dedicat principelui Ioan de Austria și celebrează victoria obținută de acesta în Bătălia de la Lepanto.